# Sieg Hallelujah
Sieg Hallelujah är The Kristet Utseendes första skiva sedan återföreningen 2005 som följde på ett sexårigt uppehåll. Den gavs ut 25 maj 2006, var bättre finansierad, produktionsmässigt professionell och publiktillvänd än gruppens tidigare verk och har både hyllats och kritiserats för detta.

## Låtlista
1. "Hallelujah Geis/Sieg Hallelujah" - 4.34
2. "Tjackpounder" - 3.15*
3. "Självmordsbombare för Frälsningsarmén" - 3:28
4. "Inquisitore" - 2:45
5. "Inferno Pervers (True Deathgrogg Version)" - 4:00
6. "Himlen öppnar sig" - 4:25
7. "Rockar med Jesus" - 3:54
8. "The Kristet Utseende" - 3:32*
9. "Satan, flaskan och jag" - 2:48
10. "Colombia" - 3:31
11. "Guds vrede" - 3:14
12. "När alla vandrat hem" - 3:17*
13. "Pastor Fahlberg badade aldrig i Genesarets sjö" - 1:34
14. "Grogga med gastar" - 4:41
15. "I Kristi namn" (Bonus på digipack-utgåvan) - 4:41*

* Gamla låtar som blivit bearbetade för Sieg Hallelujah. Dessa kan återfinnas på gamla demokassetter med gruppen, där med alternativa texter och arrangemang.